# Union des forces démocratiques pour le rassemblement

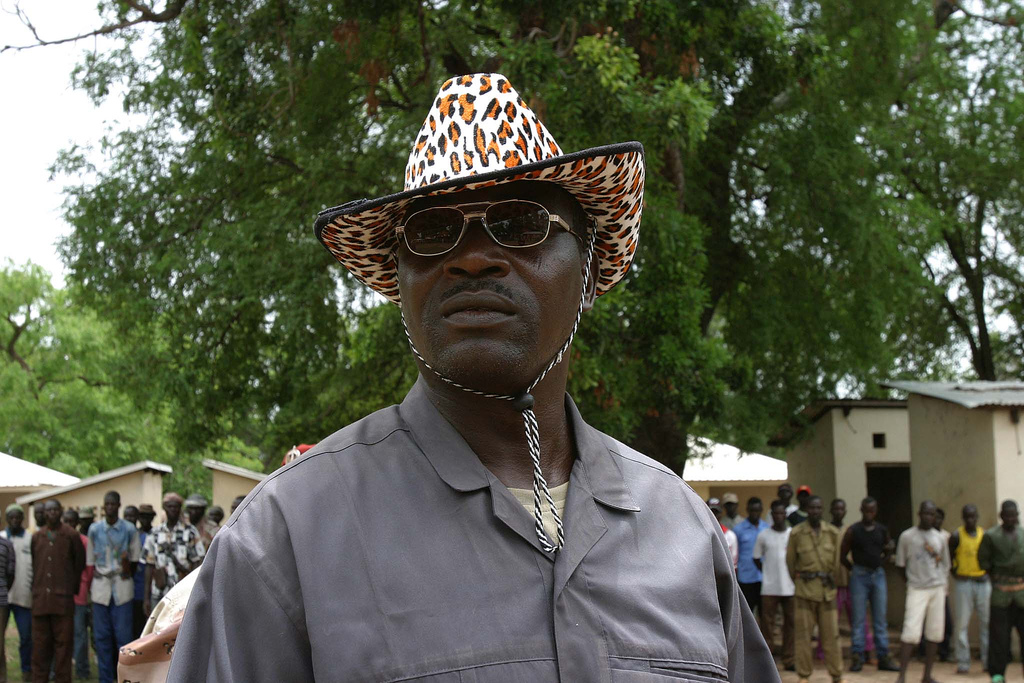
Zacharia Damane, einer der Chefs der UFDR.

Die Union des forces démocratiques pour le rassemblement (UFDR; Union der demokratischen Truppen für die Vereinigung) ist eine politisch-militärische zentralafrikanische Gruppierung im Nordwesten des Landes. Die Gruppierung besteht ethnisch hauptsächlich aus Goula. Sie wurde am 14. September 2006 in Kigali, Ruanda, gegründet und war einer der Hauptauslöser und Protagonisten im Ersten Zentralafrikanischen Bürgerkrieg (2004–2007) und auch im Zweiten Zentralafrikanischen Bürgerkrieg (2012–2013) spielte sie eine Schlüsselrolle.

## Geschichte
Die UFDR war lange Zeit eine Rebellenbewegung mit Zentrum in Birao im Norden des Landes. Die Gruppe besteht zum großen Teil aus Einheiten, die zur Bekämpfung der Wilderei eine militärische Ausbildung erhalten haben. Sie waren ursprünglich Verbündete von François Bozizé und wurden „Ex-Libérateurs“ (Befreier) benannt. Sie waren auch an der Absetzung von Präsident Ange-Félix Patassé 2003 beteiligt, aber beschuldigten Bozizé, ihnen nicht die gewünschten Rekompensationen gegeben zu haben.
Die Gruppe war eine Koalition aus der Groupe d’action patriotique pour la libération de Centrafrique, dem Mouvement des libérateurs centrafricains pour la justice (MLCJ), dessen Präsident und Gründer Captain Abakar Sabone ist, und der Front démocratique centrafricain.

## Kampagnen
Am 30. Oktober 2006 attackierte die Rebellengruppe, die bis dahin unbekannt gewesen war und aus 150 bis 200 Männern bestand, Birao, die Hauptstadt der Provinz Vakaga. In den folgenden Wochen übernahm die UFDR die Kontrolle in zahlreichen weiteren Orten im Nordosten des Landes. Sie wurde bis Ende November zunächst von den Forces Armées Centrafricaines (FACA) mit Hilfe französischer Truppen und der Force multinationale en Centrafrique (FOMUC) zurückgeschlagen. Ab dem 3. und 4. März 2007 attackierte die UFDR erneut, vor allem in Birao. Wieder wurden die Angreifer von der FACA mit FOMUC und französischer Hilfe zurückgeschlagen.
Am 1. April 2007 kam es zur Unterzeichnung des Zweiten Friedensabkommens in Zentralafrika mit der Regierung. Seither hat sich die Gruppe politisch betätigt, blieb aber gegenüber Präsident François Bozizé sehr kritisch. Allerdings entstammt das Friedensabkommen der Initiative des Chef d’État-Major, Zakaria Damane, eines ehemaligen politischen Verbündeten von Präsident Patassé, und wurde daher von Michel Djotodia abgelehnt. 2012 beteiligte sich die Gruppe zusammen mit anderen oppositionellen Gruppierungen an der Bildung der Allianz Séléka.
Die UFDR untersteht dem Präsidenten Michel Djotodia, der seit Februar 2013 Vize-Premierminister war und sich am 24. März 2013 nach der Flucht von François Bozizé selbst zum Präsidenten der Republik ernannte.
Gegen die Séléka kämpfen christlich dominierte Milizen unter dem Sammelbegriff Anti-Balaka. Die Anti-Balaka Milizen sind vor allem in der Hauptstadt Bangui aktiv, bestehen mittlerweile aus 60.000 bis 70.000 Mann und unterstützen größtenteils den ehemaligen Präsidenten François Bozizé. Die Kämpfe verlaufen blutig mit zahlreichen Toten unter den Zivilisten. Séléka und Anti-Balaka rekrutieren für den Kampf auch zahlreiche Kindersoldaten.
Am 14. Dezember 2015 rief die Séléka die Republik Dar el Kuti aus. Man wolle zuerst nur Autonomie, strebe aber für die Zukunft die völlige Unabhängigkeit an.